# フリーストーン郡 (テキサス州)
フリーストーン郡（フリーストーンぐん、英: Freestone County）は、アメリカ合衆国テキサス州の中央部東に位置する郡である。2010年国勢調査での人口は19,816人であり、2000年の17,867人から10.9%増加した。郡庁所在地はフェアフィールド市（人口2,951人）であるが、同郡で人口最大の町はティーグ市（人口3,560人である。郡名は栽培されるモモの品種の名前に因んで名付けられた。

## 歴史

### インディアン
フリーストーン郡となった地域では、紀元前200年頃にカド族ミシシッピ文化の中で農耕を行っていたキチャイ・バンドの形跡が確認されている。1541年、エルナンド・デ・ソトの遠征は暴力を伴うインディアンとの遭遇になった。スペイン人とフランス人の伝道師達が、カド族には免疫が無かった天然痘、麻疹、マラリア、インフルエンザなどの疫病を持ち込むことになった。最終的にカド族は居留地に強制移住させられた。
ウィチタ族のタワコニ支族は州北部の出だったが、南の東テキサスに移住してきた。1843年からは、テキサス共和国やアメリカ合衆国と結んだ条約の相手がタワコニ支族だった。タワコニはテワカナとも呼ばれた。

### 郡の成立と成長
1826年にデイビッド・G・バーネットがコアウイラ・イ・テハス州の議会から300家族分の土地特許を受けた。入植できる家族の数を契約することでメキシコ政府は支配権を保とうとしていた。
地域への入植者に対するインディアンの脅威が続いていたが、それもバード砦の条約が結ばれるまでだった。この条約から3年のうちに、州南部からの入植が進んだので、フリーストーン郡となった地域を取り囲む郡は既に組織化されていた。1850年、州議会がライムストーン郡から分離してフリーストーン郡を設立した。翌1851年には組織化が行われた。フェアフィールドの町が郡庁所在地に指定された。1860年の郡人口6,881人のうち、半分以上の3,613人は奴隷だった。
南北戦争の開始前に、フリーストーン郡はは住民投票を行い、585票対3票で合衆国からの脱退を承認した。奴隷の労働力が失われたことは郡経済にだったが、レコンストラクションの時代には農園の数が2倍になっていた。
1870年、ヒューストン・アンド・テキサス・セントラル鉄道とインターナショナル・グレートノーザン鉄道が郡の西と南の近くを通り、郡の経済に活気をもたらした。1906年にはトリニティ・アンド・ブラゾスバレー鉄道が郡内を通る路線を敷き、経済を成長させた。
1920年、アメリカ合衆国憲法修正第18条が効力を発揮し、公の場で消費するアルコール飲料の販売、製造、輸送を禁じた。この禁酒法は1933年のアメリカ合衆国憲法修正第21条で撤廃されたが、それまでの郡内では、全国的な流れに従って密造酒で利益を求める者もいた。地元経済が下降している時期に家計の足しになった。
1969年、テキサス公共事業会社がフェアフィールド近くに新しい発電所を建設し、地元に多くの職を生んだ。この発電所の冷却装置のためにダムが造られ、フェアフィールド湖が生れた。フェアフィールド湖州立公園は1972年に公開された。

## 地理
アメリカ合衆国国勢調査局に拠れば、郡域全面積は892平方マイル (2,310.3 km2)であり、このうち陸地877平方マイル (2,271.4 km2)、水域は15平方マイル (38.8 km2)で水域率は1.65%である。

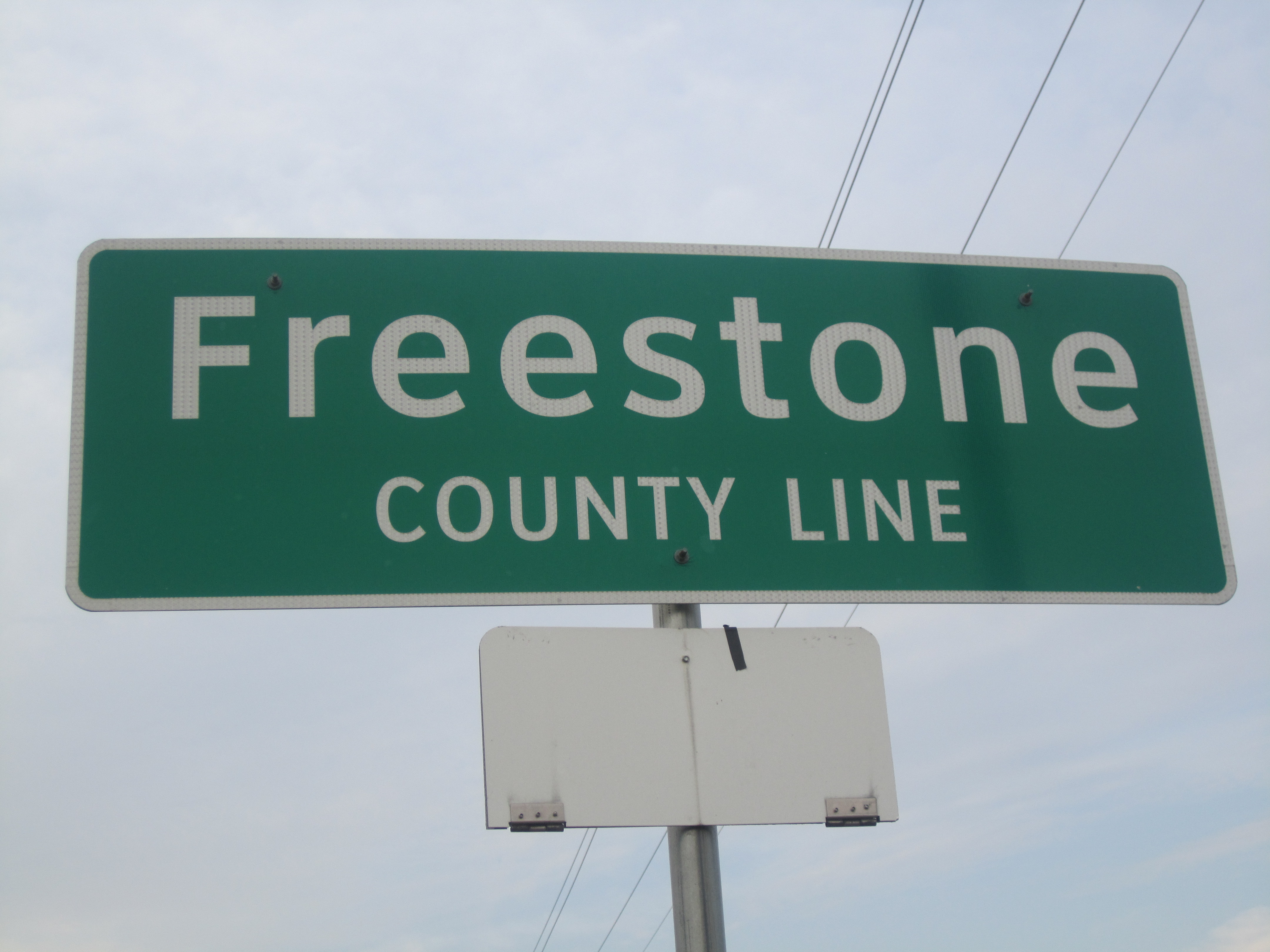
フリーストーン郡境界標識

### 主要高規格道路
- 州間高速道路45号線
- アメリカ国道84号線
- テキサス州道75号線

### 隣接する郡
- ヘンダーソン郡 - 北
- アンダーソン郡 - 北東
- レオン郡 - 南東
- ライムストーン郡 - 南西
- ナバロ郡 - 北西

## 人口動態
以下は2000年の国勢調査による人口統計データである。
| 基礎データ - 人口: 17,867人 - 世帯数: 6,588 世帯 - 家族数: 4,664 家族 - 人口密度: 8人/km2（20人/mi2） - 住居数: 8,138軒 - 住居密度: 4軒/km2（9軒/mi2） 人種別人口構成 - 白人: 75.56% - アフリカン・アメリカン: 18.91% - ネイティブ・アメリカン: 0.37% - アジア人: 0.27% - 太平洋諸島系: 0.02% - その他の人種: 3.90% - 混血: 0.97% - ヒスパニック・ラテン系: 8.20% 年齢別人口構成 - 18歳未満: 23.6% - 18-24歳: 8.9% - 25-44歳: 28.1% - 45-64歳: 23.0% - 65歳以上: 16.4% - 年齢の中央値: 38歳 - 性比（女性100人あたり男性の人口） - 総人口: 110.5 - 18歳以上: 110.8 | 世帯と家族（対世帯数） - 18歳未満の子供がいる: 30.3% - 結婚・同居している夫婦: 56.6% - 未婚・離婚・死別女性が世帯主: 10.7% - 非家族世帯: 29.2% - 単身世帯: 26.4% - 65歳以上の老人1人暮らし: 13.7% - 平均構成人数 - 世帯: 2.48人 - 家族: 2.98人 収入と家計 - 収入の中央値 - 世帯: 31,283米ドル - 家族: 39,586米ドル - 性別 - 男性: 30,633米ドル - 女性: 19,214米ドル - 人口1人あたり収入: 16,388米ドル - 貧困線以下 - 対人口: 14.2% - 対家族数: 9.8% - 18歳未満: 16.8% - 65歳以上: 14.3% |

## メディア
フリーストーン郡はダラス・フォートワースメディア市場に属している。視聴できるテレビ局は9局ある。また州中央部のウェーコ・テンプル・キリーン・メディア市場からの放送を受信できる。フェアフィールドからは「フリーストーン・カウンティ・タイムズ」という新聞が発行されている。

## 都市と町
- フェアフィールド - 郡庁所在地
- カービン
- オークウッド
- ストリートマン
- ティーグ
- ウォーサム

### 未編入の町
- カウチマン
- デュー
- ドニー

## 著名な住人
- レナード・デービス、NFL選手、ダラス・カウボーイズ、ウォーサムで育った
- ブラインド・レモン・ジェファーソン、ブルース・シンガー、ウォーサム近くで生れた
- ジョージ・ワトキンス（1900年-1970年）、メジャーリーグベースボール選手、新人としての最高打率記録をマークした